# Úvozy nad Vrahovicemi
Úvozy nad Vrahovicemi byla státní přírodní rezervace na katastru Vrahovic, existující v letech 1952–1965.
V oblasti Úvozů nad Vrahovicemi rostla původní stepní flóra. Podle pozorování z roku 1939 zde rostla vousatka (Bothriochloa), pelyněk metlatý (Artemisia scoparia), máčka polní (Eryngium campestre), hadí mordec šedý (Scorzonera cana), višeň nízká, růže nízká, šalvěj hajní (Salvia nemorosa) a kozí brada větší (Tragopogon dubius). Státní přírodní rezervace byla vyhlášena 27. srpna 1952 rozhodnutím Ministerstva školství, věd a umění. Zrušena byla 5. července 1965.